# 维亚纳 (马拉尼昂州)
维亚纳是巴西马拉尼昂州的一个市镇。总面积1162.494平方公里，总人口46908人，人口密度40.4人/平方公里。